# Sudanguldsparv
Sudanguldsparv (Passer luteus) är en afrikansk fågel i familjen sparvfinkar inom ordningen tättingar.

## Utseende och läten
Sudanguldsparven är en rätt liten sparvfink med en kroppslängd på 12-13 centimeter. Hanen är mycket distinkt med lysande gult huvud och gul undersida, kastanjefärgade vingar och rygg samt två vita vingband. Under häckningstid är näbben svart, vintertid hornfärgad. Honan är blekt sandbeige med gulaktigt ansikte, ljusbruna vingar, ryggen kastanjestreckad och blekgul till vitaktig undertill. Lätet är ett typiskt sparvtjirpande.

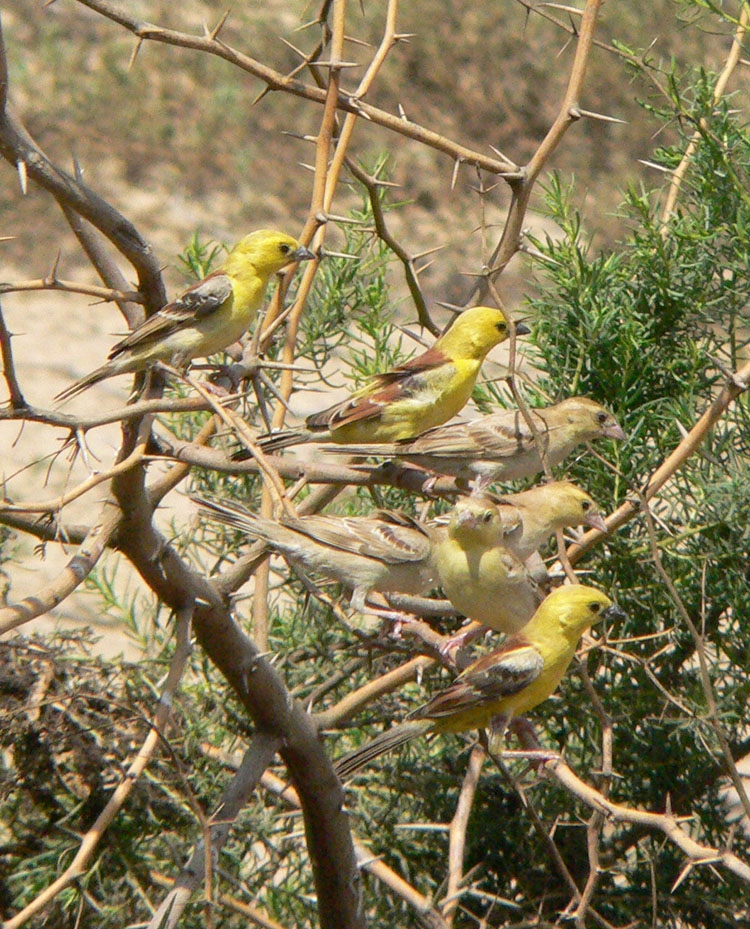
En flock sudanguldsparvar nära Röda havet i Sudan.

## Utbredning
Fågeln förekommer från Mauretanien till Senegal, Burkina Faso, Sudan och norra Etiopien.  I april 2009 sågs en flock med sju individer nordväst om Aousserd i Västsahara. Två individer sågs 2013 och några till 2014.

## Systematik
Sudanguldsparven är nära släkt med både arabguldsparv (Passer euchlorus) och kastanjesparv (Passer eminibey),  och har tidigare behandlats som en och samma art som den förra. Den behandlas som monotypisk, det vill säga att den inte delas in i några underarter.

## Levnadssätt
Sudanguldsparven föredrar torr öppen savann, halvöken, torra buskmarker och jordbruksmark med spannmål. Arten lever av frön, men tar också insekter, särskilt för att mata ungarna. Den är starkt flocklevnade och nomadisk, och formar gärna blandflockar med andra fröätande arter som blodnäbbsvävaren. När den tar nattkvist, ofta i städer som Khartoum, kan hundratusentals fåglar samlas.
Arten häckar i mycket stora kolonier med upp till 65.000 bon. Boet är en väldigt stor och slarvigt byggd kvistkupol. Däri lägger honan en eller två kullar med tre till fyra ägg.

## Status och hot
Arten har ett stort utbredningsområde och en stor population med stabil utveckling och tros inte vara utsatt för något substantiellt hot. Utifrån dessa kriterier kategoriserar internationella naturvårdsunionen IUCN arten som livskraftig (LC). Världspopulationen har inte uppskattats men den beskrivs som vanlig till mycket vanlig.